# Ніна Штрассер
Ніна Штрассер (нім. Nina Strasser; нар. 22 листопада 1973) — австрійська борчиня вільного стилю, бронзова призерка чемпіонату Європи.

## Життєпис
Боротьбою почала займатися з 1995 року. 
Виступала за борцівський клуб AC Вальс-Зіценгайм. Тренер — Володимир Зубков.

## Спортивні результати на міжнародних змаганнях

### Виступи на Чемпіонатах світу
| Змагання                        | Збірна  | Вагова категорія          | Місце |
| ------------------------------- | ------- | ------------------------- | ----- |
| Чемпіонат світу з боротьби 1996 | Австрія | жіноча боротьба, до 70 кг | 6     |
| Чемпіонат світу з боротьби 1997 | Австрія | жіноча боротьба, до 68 кг | 5     |
| Чемпіонат світу з боротьби 1998 | Австрія | жіноча боротьба, до 68 кг | 6     |
| Чемпіонат світу з боротьби 1999 | Австрія | жіноча боротьба, до 68 кг | 8     |

### Виступи на Чемпіонатах Європи
| Змагання                         | Збірна  | Вагова категорія          | Місце  |
| -------------------------------- | ------- | ------------------------- | ------ |
| Чемпіонат Європи з боротьби 1997 | Австрія | жіноча боротьба, до 68 кг | Бронза |
| Чемпіонат Європи з боротьби 1998 | Австрія | жіноча боротьба, до 68 кг | 4      |
| Чемпіонат Європи з боротьби 1999 | Австрія | жіноча боротьба, до 68 кг | 4      |

### Виступи на інших змаганнях
| Змагання                  | Збірна  | Вагова категорія          | Місце  |
| ------------------------- | ------- | ------------------------- | ------ |
| Austrian Ladies Open 1997 | Австрія | жіноча боротьба, до 68 кг | Срібло |